# Pavel Arsenov
Pavel Oganezovič Arsenov (rusky Павел Оганезович Арсенов; (5. leden 1936, Тbilisi – 12. duben 1999, Moskva) byl gruzínský a ruský filmový herec, scenárista a filmový režisér.

## Život
Narodil se 5. ledna 1936 v Tbilisi. Po studiu na Institutu geologického průzkumu vystudoval režijní oddělení VGIK (1963). Před studiem na VGIK pracoval v gruzínském studiu populárně-vědeckých filmů Kartuli Pilmi. Od roku 1962 působil jako režisér Gorkého filmového studia. Největší popularitu režiséra Pavla Arsenova přinesl pětidílný vědeckofantastický seriál pro děti Host z budoucnosti (rusky: Гостья из будущего), který se objevil na obrazovkách v březnu 1985. Filmová postava Alisy, kterou ztělesnila dvanáctiletá moskevská školačka Natalja Guseva, se stala kultem pro miliony sovětských školáků.
Zemřel 12. srpna 1999 v Moskvě. Byl pohřben na hřbitově Ščerbinskoje v Moskvě.